# 찰스 데니스

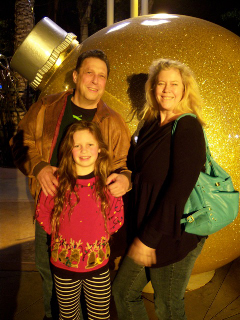

찰스 데니스(Charles Dennis, 1946년 12월 16일 ~ )는 캐나다의 극작가, 배우, 각본가, 영화 감독, 텔레비전 배우이다.
토론토에서 태어났다.

## 영화
- 도나 온 디맨드 (2009년)
- 아메리칸 대드! (2005년)
- 카우 삼총사 (2004년) - 리코 목소리 역
- 난폭한 여의사 (2001년)
- 2001 스페이스 오디세이 (2000년)
- 리렌트리스 3 (1993년)
- 커버걸 (1984년)